# نواة حمراء صغيرة الخلايا
توجد النواة الحمراء صغيرة الخلايا في الدماغ المتوسط وتساهم في الانسجام الحركي. النواة الحمراء صغيرة الخلايا مع النواة الحمراء كبيرة الخلايا تكونان النواة الحمراء.